# Золотая пуля
«Золотая пуля» (Quién sabe? с исп. — «Кто знает?») — итальянский художественный фильм 1966 года, поставленный режиссёром Дамиано Дамиани. Фильм также известен под названием El Chuncho, Quién sabe?. В американском прокате носил название A Bullet for the General (с англ. — «Пуля для генерала»).

## Сюжет
Действие картины происходит в годы Мексиканской революции.
Чунчо — анархист, грабитель поездов, бандит и торговец оружием, связанный с повстанцами. При очередном налёте он сталкивается с молчаливым хладнокровным молодым американцем, Уильямом Тэйтом, которому даёт прозвище «Малыш». Малыш вступает в банду Чунчо, чтобы достичь своей тайной цели — он намерен добраться до генерала Элиаса, одного из вождей революционеров, убить его и получить крупное вознаграждение от правительства Мексики. Знаком, что убийство совершил именно он, а не кто-то другой, должна послужить золотая винтовочная пуля, патрон от которой Малыш бережёт специально для покушения. 
Чунчо, напротив, хоть и является отпетым головорезом, но человеческого лица не утратил и по мере сил старается помогать беднякам. Любовь к деньгам и сострадание к собратьям — вот два чувства, которые ведут в нём постоянную внутреннюю борьбу. Тем не менее, невзирая на то, что Чунчо и Малыш, казалось бы, два совершенно разных человека, между ними возникает взаимная симпатия, которая незаметно перерастает в крепкую дружбу. Военная тропа приводит банду в городок Сан-Мигель, который должен подвергнуться нападению правительственных войск. Здесь Чунчо являет и свою отрицательную сторону, оставив городишко на растерзание солдатам, а в нём — и своего единоутробного брата Эль-Санто, абсолютно преданного идеалам революции. Прибыв в штаб генерала Элиаса, выручив деньги от продажи оружия, Чунчо обнаруживает там выжившего в резне брата, а заодно слышит от генерала справедливые обвинения в алчности и бесчеловечности, ведь Чунчо бросил жителей городка фактически безоружными, чтобы продать оружие революционерам. И когда генерал спрашивает Чунчо, чего он заслуживает, тот, потрясенный услышанным, просит его убить. Он даже не пытается возразить, когда его собственный брат вызывается расстрелять его. Но стоит братьям отойти в сторону, а Санто прицелиться, как его сражает пуля Малыша, притаившегося за скалой. Но только вторая пуля. Первую же, золотую, расчётливый Малыш потратил на генерала Элиаса, после чего сбежал. Но Чунчо, который прежде видел у Малыша золотую пулю, понимает, кто застрелил генерала.
В Сьюдад-Хуаресе Чунчо настигает Малыша, врываясь с револьвером в гостиницу, которую сам Малыш и назначил местом встречи на случай расставания, но Чунчо хватают и хотят отвести в полицию. Однако Малыш заступается за него. Он возвращает ему револьвер, просит «не стрелять сразу», ведёт к стойке консьержа, где в сейфе Чунчо дожидается его доля, пятьдесят тысяч песо золотом — половина всех денег, что Малыш получил за убийство.
На вопрос Чунчо, «почему он это сделал» (спас ему жизнь и поделился деньгами), Малыш равнодушно отвечает ему, что он одним выстрелом заработал больше денег, чем Чунчо мог бы заработать за всю жизнь. Малыш предлагает Чунчо уехать в Америку вместе с ним. Немного поразмыслив, тот соглашается. Малыш ведёт его к парикмахеру, заказывает Чунчо новый костюм, дабы тот походил на джентльмена. На следующее утро они отправляются на вокзал, чтобы уехать в США. Малыш идёт за билетами, и, наблюдая за ним издали, Чунчо видит, с каким презрением Малыш относится к стоящим в очереди бедным мексиканцам, брезгливо отодвигая их от кассы.
Чунчо и Малыш направляются к вагону. Чунчо спрашивает, не схватят ли Малыша в Америке — ведь ранее он утверждал, что за его голову в Штатах объявлена награда. Малыш смеётся и объясняет, что это он придумал только для того, чтобы Чунчо позволил ему присоединиться к банде. Наручники же, которые были на нём при встрече, Малыш сам надел на себя, забрав их у мёртвого солдата. Чунчо говорит Малышу, что тот очень умный, здорово всё рассчитал и действительно стал ему настоящим другом: «И тем не менее, я всё же должен тебя убить!». «Но почему?» — изумлённо спрашивает Малыш. «Кто знает?» и «Не знаю почему, но так надо» — отвечает Чунчо. В этот момент поезд начинает двигаться, Малыш, уже стоящий на подножке, отчаянно пытается отговорить Чунчо, но тот, не принимая дальнейших аргументов, расстреливает Малыша в упор. Чунчо пытаются схватить сотрудники станции, но ему удаётся скрыться.

## В ролях
| Актёр              | Роль          |
| ------------------ | ------------- |
| Джан Мария Волонте | Чунчо         |
| Лу Кастель         | Уильям Тэйт   |
| Клаус Кински       | Эль-Санто     |
| Мартин Бесуик      | Аделита       |
| Андреа Кекки       | Дон Фелициано |

## Производство
Изначально режиссёр Дамиани намеревался снимать фильм в Мексике, но это оказалось накладно, и съёмки проводились в Альмерии (Испания) в июле—августе 1966 года.